# Graue Chinchillaratte
Die Graue Chinchillaratte (Abrocoma cinerea) ist ein im westlichen Südamerika verbreitetes Nagetier in der Familie der Chinchillaratten. Einige Populationen, die früher dieser Art als Unterarten zugeteilt waren, zählen seit 2002 als eigenständige Arten.

## Merkmale
Im Verhältnis zur Kopf-Rumpf-Länge von 150 bis 201 mm sind der Schwanz mit 59 bis 144 mm und die Hinterfüße mit 34 bis 36 mm kurz. Es sind 21,5 bis 29,5 mm lange Ohren und ein Gewicht von etwa 250 g vorhanden. Wie der deutsche Name angibt, ist das Fell der Oberseite grau, ohne bräunliche Töne. Es wird an den Flanken heller und unterseits ist hellgraues bis weißliches Fell vorhanden. Zusätzlich besitzt der Schwanz eine graue Oberseite und eine weiße Unterseite. Die fast nackten abgerundeten Ohren sind braun gefärbt und an den Füßen kommen silbergraue Haare vor. Abweichende Details des Schädels stellen weitere Unterschiede zu anderen Gattungsmitgliedern dar.

## Verbreitung
Die Graue Chinchillaratte lebt im südlichen Peru, östlichen Bolivien, nördlichen Chile und nordwestlichen Argentinien. Sie ist ein Bewohner der Hochebene Altiplano zwischen 3500 und 5000 Meter Höhe. Die Exemplare halten sich in felsigen Regionen mit verstreuten Sträuchern und anderen flachen Pflanzen auf.

## Lebensweise
Kleinere Gruppen leben zusammen und graben einfache unterirdische Baue neben Sträuchern oder in Erdbereichen zwischen Felsüberhängen. Der Durchmesser der Tunnel ist etwa 50 mm. Im Gegensatz zur Chile-Chinchillaratte (Abrocoma bennettii) klettert die Art nie in Gewächsen. Die Nahrung besteht aus unterschiedlichen Pflanzen wie Yareta, Lepidophyllum cupressiforme (Familie Asteroideae), Arten der Gattung Baccharis oder Stipa chryosphylla (Federgräser). Weibchen in Gefangenschaft hatten ein bis drei Neugeborene pro Wurf nach etwa 116 Tagen Trächtigkeit. Diese wogen bei Geburt etwa 22 g.

## Gefährdung
Lange Zeit war das Fell der Tiere begehrt, doch die Jagd ist in den 2000er Jahren unbedeutend. Die IUCN schätzt die Gesamtpopulation als stabil ein und listet die Graue Chinchillaratte als nicht gefährdet (least concern).